# Johann von Sporck

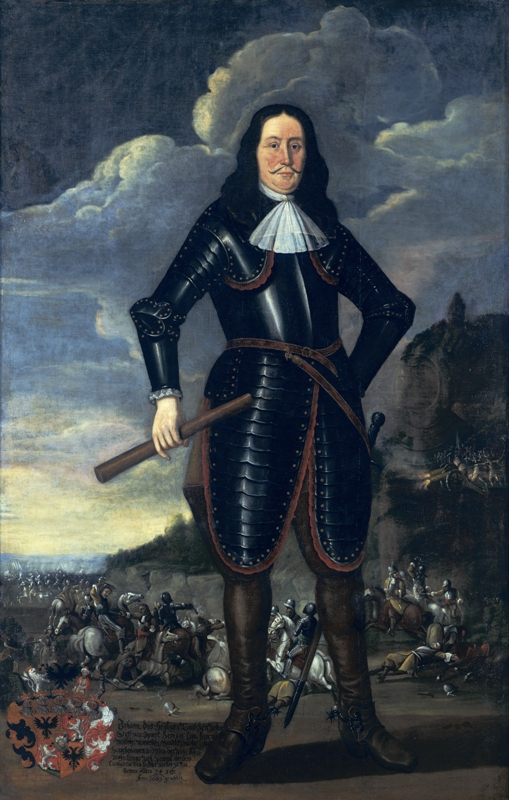
Johann von Sporck, 1669 (HGM).

Johann von Sporck, ab 1647 Freiherr, ab 1664 Graf von Sporck (* 6. Januar 1600 auf dem Sporckhof in Schöning im Hochstift Paderborn; † 6. August 1679 auf Schloss Hermannstädtel, Böhmen) war ein bayerischer und später kaiserlicher General der Kavallerie.

## Leben
Sporck wurde um 1600 als Sohn des Franz Nolte genannt Sporck und einer Tochter des Jobst Sporck auf dem Sporckhof, einer Bardenhauerstätte (Viertelmeier) geboren. Die Ehe brachte wohl vier Söhne und eine Tochter hervor, zwei Söhne machten ebenfalls eine Militärkarriere.
Sporck ging in jungen Jahren als Reiter in bayrische Dienste, in dem er fast den gesamten Dreißigjährigen Krieg mitmachte. Lange Zeit diente Sporck als Cornett im Bönninghausischen Regiment. Die erste Schlacht, an der er teilnahm, war 1620 die Schlacht am Weißen Berg bei Prag. Für sein tapferes Verhalten in der Schlacht bei Jankau im März 1645 wurde Sporck Generalmajor. Nach dem Ulmer Waffenstillstand im März 1647 trat er mit Johann von Werth in kaiserliche Dienste, wurde zum Feldmarschallleutnant ernannt, am 12. Oktober 1647 in den Freiherrnstand erhoben und mit dem böhmischen Indigenat beliehen.

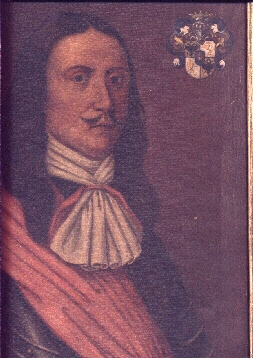
Johann von Sporck, Original im Besitz der Familie Austerschmidt in Delbrück

Später diente Sporck unter General Raimondo Montecuccoli gegen die Schweden in Polen wie auch bei dem verbündeten Heer, das von 1657 bis 1660 die Schweden aus Schleswig-Holstein und Dänemark vertrieb, wobei bei diesem Feldzug Sporck die gesamte Kavallerie befehligte. Dann kämpfte er in Ungarn mit Montecuccoli gegen die Türken und hatte mit seinen Reiter-Regimentern den wesentlichen Anteil am Sieg bei St. Gotthardt an der Raab am 1. August 1664. Zum Lohn wurde er am 23. August zum Reichsgrafen und zum General über die gesamte Kavallerie ernannt. Auch bei der ungarischen Zrinski-Frankopan-Verschwörung gegen Kaiser Leopold I. kämpfte Sporck 1670 erfolgreich gegen die Aufständischen. Zuletzt diente er mit Montecuccoli 1674/1675 gegen die Franzosen in den Niederlanden und am Rhein.

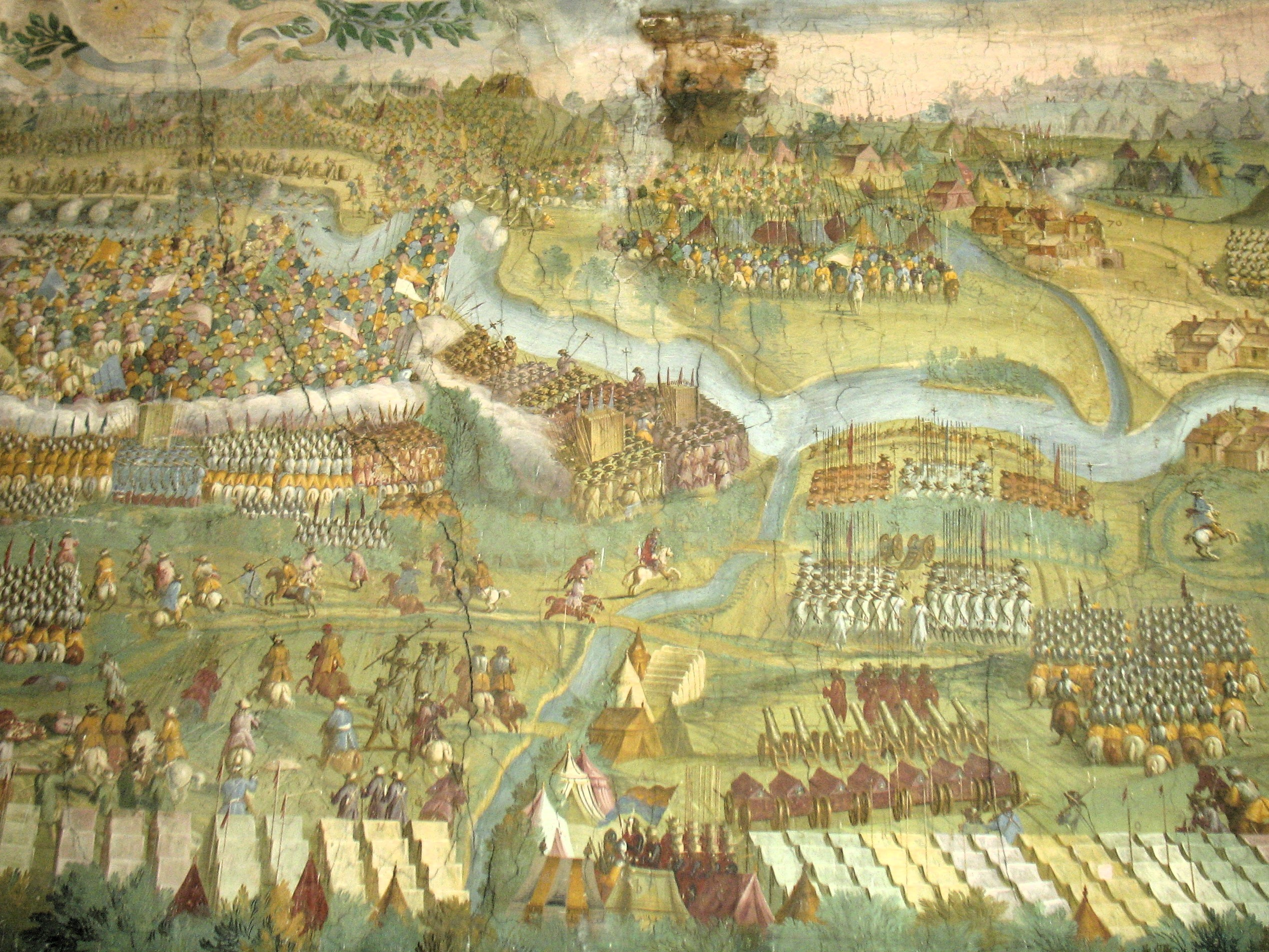
Schlacht bei Mogersdorf (Detail der Wandmalerei im Schloss von Lysá nad Labem)

Sporck nahm dann seinen Abschied und starb am 6. August 1679 auf seinem Schloss in Hermannstädtel in Böhmen. Er war Gutsherr auf sieben Gütern in Böhmen (zum Beispiel in Lissa an der Elbe), die Kaiser Leopold I. ihm für seine treuen Dienste geschenkt hatte. Sein umtriebiger ältester Sohn Franz Anton erbte den Großteil seines Besitzes. Johan von Sporck ist im Familiengrab in Kuks begraben.

## Museale Rezeption
Im Wiener Heeresgeschichtlichen Museum befindet sich ein überlebensgroßes Porträt des Grafen von Sporck. Ein besonderes, ebendortiges Ausstellungsstück ist der Reiterharnisch (Feldküriss) Sporcks, der eindrucksvoll seine übergroße Gestalt demonstriert und 36 kg wiegt. Der um 1630/40 entstandene Reiterharnisch gilt aufgrund seiner aufwendigen Machart als herausragendes Beispiel deutscher Plattnerkunst. Der Harnisch wurde aus dem Sporckschen Familienbesitz im Jahre 1858 dem k. k.-Arsenal und 1886 vom Oberstkämmereramt dem damaligen Heeresmuseum übergeben.

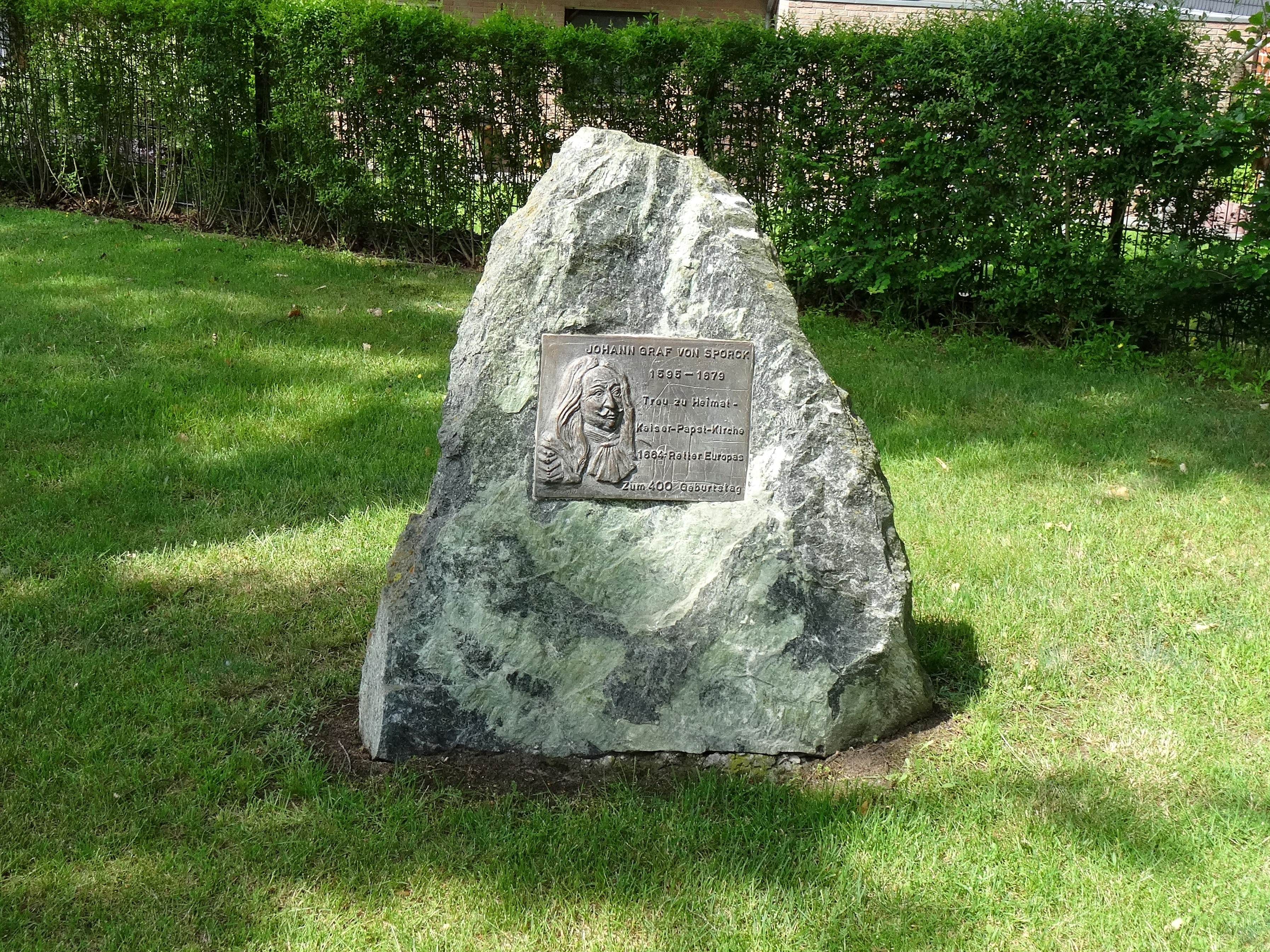
Gedenkstein zum 400. Geburtstag von Johann Graf von Sporck in Delbrück.

Durch die kaiserliche Entschließung von Franz Joseph I. vom 28. Februar 1863 wurde Sporck in die Liste der „berühmtesten, zur immerwährenden Nacheiferung würdiger Kriegsfürsten und Feldherren Österreichs“ aufgenommen, zu deren Ehren und Andenken auch eine lebensgroße Statue in der Feldherrenhalle des damals neu errichteten k.k. Hofwaffenmuseums (heute: Heeresgeschichtliches Museum Wien) errichtet wurde. Die Statue wurde 1870 vom Bildhauer Ludwig Schimek (1837–1886) aus Carrara-Marmor geschaffen, gewidmet wurde sie von Kaiser Franz Joseph selbst.

## Nachleben
- Noch heute wird das General-Sporck-Lied von der St. Sebastianus Schützenbruderschaft Geseke 1412 e. V. gesungen.
- In Delbrück und Hövelhof[8] gibt es eine Sporckallee und eine Sporckstraße.
- Im Jahr 1913 wurde in Wien Rudolfsheim-Fünfhaus (15. Bezirk) und Ottakring (16. Bezirk) der Sporckplatz nach ihm benannt.
- Ein literarisches Denkmal setzte Rainer Maria Rilke dem General in seiner Erzählung Die Weise von Liebe und Tod des Cornets Christoph Rilke.